# Бука (Узбекистан)
Бука́ (узб. Boʻka / Бўка) — город, административный центр Букинского района в Ташкентской области Узбекистана.

## История
Точных исторических сведений о Буке нет, хотя известно, что через современный город проходили караваны, то есть это был один из древних пунктов остановки на Великом шёлковом пути.
В древности здесь проживали зороастрийцы, об этом свидетельствует найденный в районе города оссуарий (костехранилище) и орудия труда. Также в 328 году до н. э. здесь проходили войска Александра Македонского.
В краеведческом музее есть предметы с изображением Александра Македонского.
Во времена генерал-губернаторства Туркестана (в конце XIX века) эти места заселяли казаки-крестьяне и основали здесь поселения, которые существуют до сих пор (в 15 минутах езды от Буки есть сёла Ново-Алексеевска, Соколовка и другие).

## География

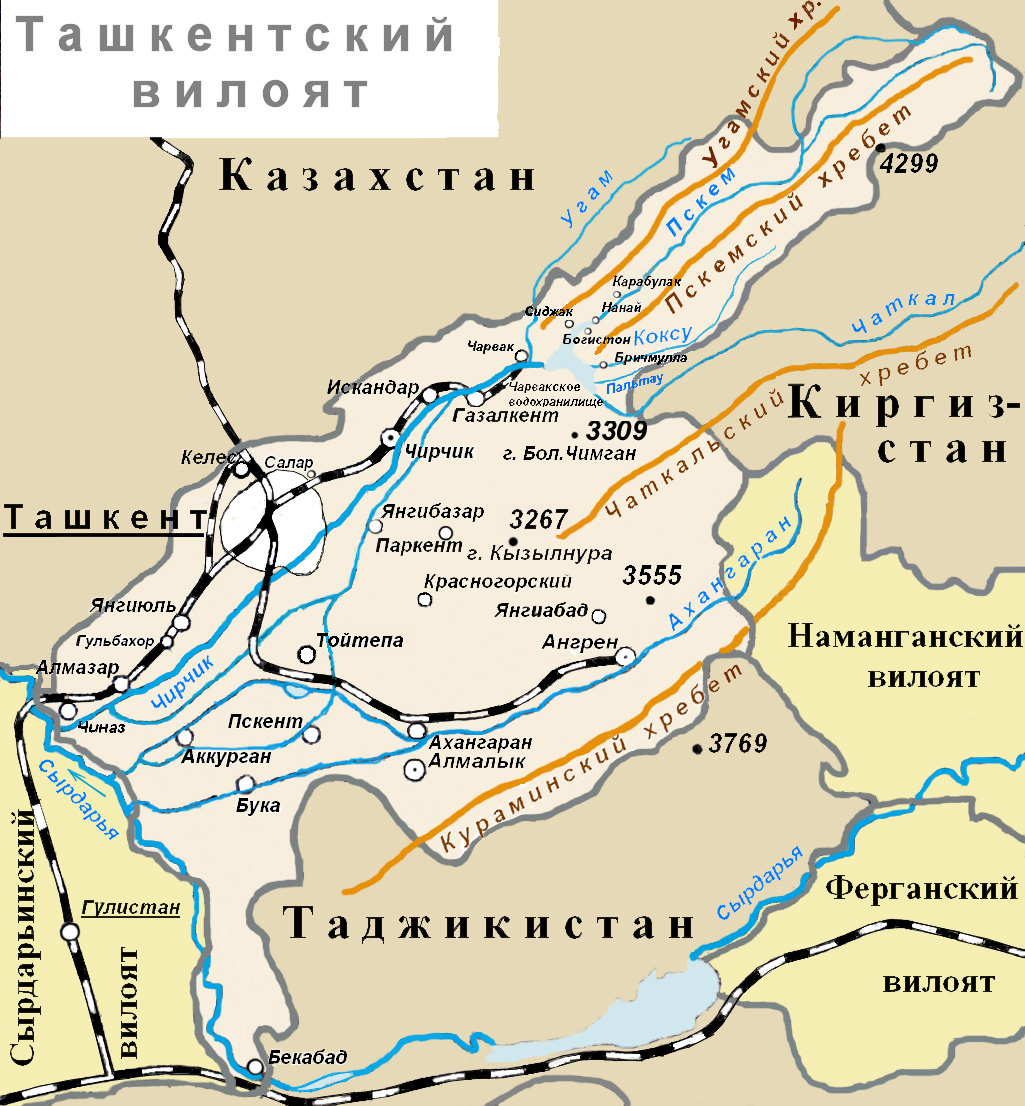
Карта-схема Ташкентской области (вилоята)

Бука находится приблизительно в 55 км к югу от Ташкента, в 32 км к юго-западу от железнодорожной станции Той-Тепа. Город расположен на предгорной равнине Кураминского хребта, по которому протекают небольшие каналы.

## Климат
Климат Буки — резко континентальный с сухим жарким летом и влажной мягкой зимой. Средняя температура: +27 °C — в июле и от −1 °C до +1 °C — в январе.

## Население
В городе проживает более 38 000 человек. Национальный состав разнообразен. Помимо узбеков, здесь проживают русские, украинцы, таджики, греки, татары, корейцы, цыгане.

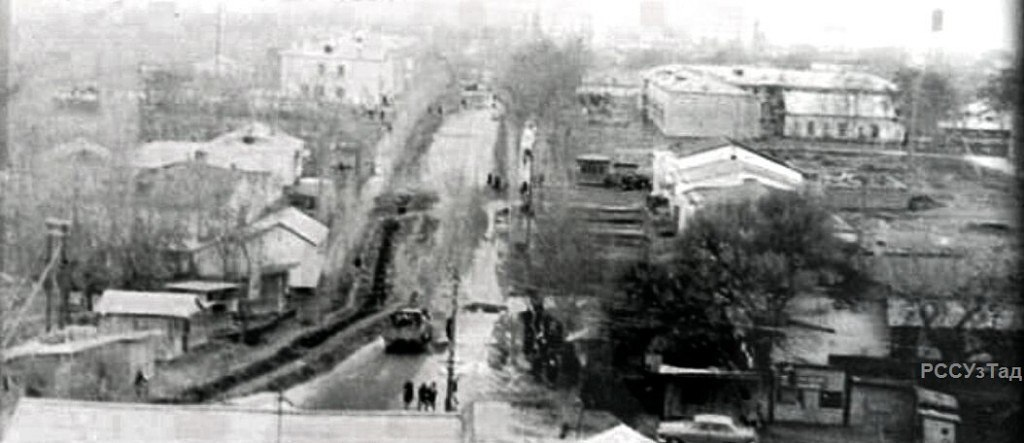

Демография населения:
| Год  | Численность | Численность |
| ---- | ----------- | ----------- |
| 1959 | 7241        | [ 2 ]       |
| 1968 | 11 300      | [ 3 ]       |
| 1970 | 11 430      | [ 4 ]       |
| 1979 | 13 254      | [ 5 ]       |
| 1989 | 17 164      | [ 6 ]       |
| 1991 | 17 400      | [ 7 ]       |
| 2001 | 20 500      |             |
| 2012 | 28 000      |             |

## События
В 1868 году известный русский художник В. В. Верещагин какое-то время жил в Буке, занимался этнографическими наблюдениями, записывал путевые впечатления, рисовал, даже собирал коллекцию скорпионов для известного ученого-зоолога Н. А. Северцова, с которым познакомился, вероятно, в Ташкенте.
19-21 февраля 1990 года в Букинском районе Ташкентской области едва не повторился ферганский сценарий. При невыясненных обстоятельствах погиб местный сумасшедший. По району начали распространяться слухи о «зверствах» и «коварстве» турок.
В совхозе «40 лет Октября» и посёлке Карабаг собралась толпа, которая начала поджоги турецких домов. Сгорело 48 (по другим данным — 46) домов.
Из месхетинцев никто не погиб. Все турки Букинского района (более 2000 человек), а несколько позднее — и других районов области, были собраны во временных эвакуационных пунктах и, несмотря на их возражения, вывезены за пределы Узбекистана.
Повторился в более жестком варианте сценарий «добровольно-принудительной» эвакуации, отработанный в 1989 году. Часть турок из Букинского района была временно вывезена в санаторий «Кумушкан», находящийся в Паркентском районе Ташкентской области.

## Транспорт
Важный транспортный узел. Бука стоит на развилке Великого Шёлкового Пути и имеет важное значение для перевозки грузов. Внутри города работают маршрутные такси.
Также из города можно попасть в любую точку страны. Междугородние автобусы курсируют в Ташкент, Алмалык, Бекабад, Ангрен и другие города.

## Экономика
Экономика города представлена лёгкой и пищевой промышленностью.
Ещё с 1960 годов работает хлопкоперерабатывающий завод и цех по производству тканей
Есть множество предприятий по производству молочной продукции, хлебобулочных изделий
Так же в 2020 году началось строительство южно-корейской компании «Youngone Corporation» фабрики по производству и выпуску готовой одежды и обуви
В конце 2020 года была открыта современная теплица TNA Agro Invest. Главным образом работающий на экспорт.

## Образование
В городе имеются детские сады, начальные, среднеобразовательные школы, колледжи и детский дом
Перечень образовательных учреждений:
- Детский сад «Солнышко»
- Детский сад № 15
- Школа № 1
- Школа № 2 им. В. И. Ленина
- Школа № 3 им. Уйгура
- Школа № 4
- Школа № 5 им. Гагарина
- Начальная школа № 54
- Агротехнический техникум
- Колледж бытового обслуживания

- Детский дом № 15

## Спорт
В городе есть футбольный клуб с одноимённым названием — Бука, а также — плавательный бассейн.

## Достопримечательности

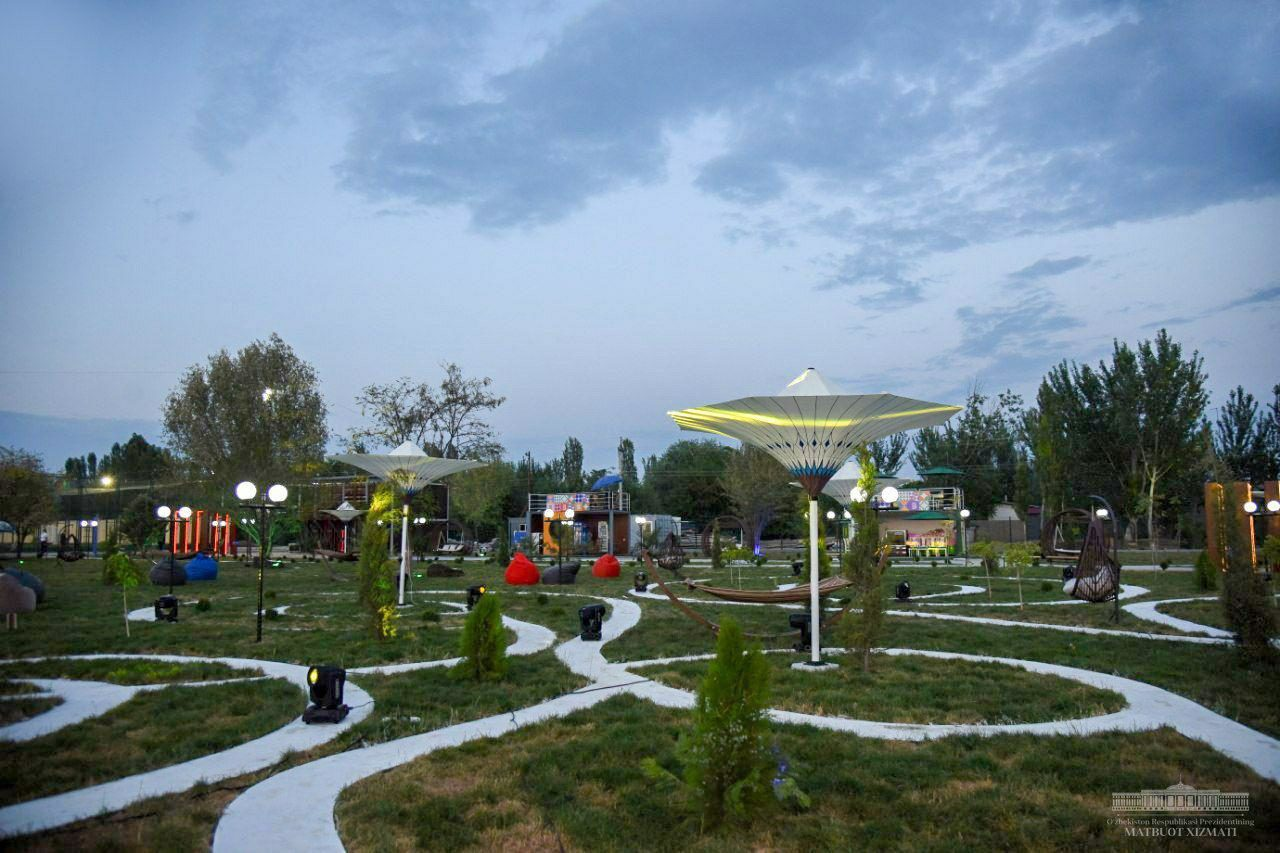
Экопарк

- В городе имеется два парка
- Мемориалы «История Советского Союза» на холме.(на данный момент мемориалы демонтированы)
- Краеведческий музей.
- Памятник скорбящей матери.

## Известные люди
- Дранга, Юрий Петрович — аккордеонист, народный артист России.
- Александр Шадрин — футболист сборной Узбекистана.
- Виталий Цой - заслуженный культурный деятель